# オーセンティック
オーセンティック(英:Authentic)は、アメリカ合衆国の競走馬、種牡馬。主な勝ち鞍は2020年ハスケルインビテーショナルステークス、ケンタッキーダービー、ブリーダーズカップ・クラシック。2020年のエクリプス賞年度代表馬・最優秀3歳牡馬。

## 戦績

### 2歳(2019年)
11月9日デルマー競馬場の未勝利戦を1馬身半差でデビュー勝ちし、この年を終える。

### 3歳(2020年)
1月4日のシャムステークス（G3）では最後の直線で左右に蛇行するなどの若さを見せながらも7馬身3/4差の圧勝で重賞初制覇。続くサンフェリペステークス（G2）では好スタートからハナを奪い逃げると直線で後続に2馬身1/4差をつけ重賞連勝。G1初挑戦となった6月6日のサンタアニタダービーではスタートで出遅れ3頭並走で先行するも最後の直線でオナーエーピーにかわされ初黒星を喫した。7月18日のハスケルインビテーショナルステークスでは好スタートから道中軽快に逃げ、直線に入って一時は後続を突き放すものの、猛追したニューヨークトラフィックをハナ差で退けG1初制覇を果たした。新型コロナウイルス感染拡大の影響により9月5日に延期されたケンタッキーダービーでは出遅れるものの果敢に逃げると最後の直線でベルモントステークスとの二冠を狙ったティズザロウの追撃を1馬身1/4振り切りG1競走2勝目をマークした。二冠を狙ったプリークネスステークスではスイススカイダイバーとのマッチレースとなったが、クビ差の2着に敗れた。3歳最終戦となったブリーダーズカップクラシックではスタートから終始先頭を譲らず、直線では追いかけるインプロバブル以下を逆に2馬身1/4突き放し2015年のアメリカンファラオ以来の当年のケンタッキーダービー馬によるブリーダーズカップクラシック制覇を達成、同年のハスケルインビテーショナルステークス・ケンタッキーダービー・ブリーダーズカップクラシックを勝利した場合にモンマスパーク競馬場が設定したボーナス100万ドルを獲得した。このレースを最後に現役を引退。
2021年1月29日に発表された2020年エクリプス賞年度代表馬・最優秀3歳牡馬に選出された。

## 競走成績
| 出走日         | 競馬場             | 競走名               | 格 | 距離   | 頭数 | 着順 | 騎手           | 着差      | タイム  | 1着（2着）馬        |
| -------------- | ------------------ | -------------------- | -- | ------ | ---- | ---- | -------------- | --------- | ------- | ------------------- |
| 2019年11月09日 | デルマー           | メイドン             |    | AW5.5f | 6頭  | 1着  | D.ヴァンダイク | (1 1/2)   | 1:03.60 | (Jeffnjohn'sthundr) |
| 2020年01月04日 | サンタアニタ       | シャムS              | G3 | D8f    | 6頭  | 1着  | D.ヴァンダイク | （7 3/4） | 1:37.57 | （Azul Coast）      |
| 2020年03月07日 | サンタアニタ       | サンフェリペS        | G2 | D8.5f  | 7頭  | 1着  | D.ヴァンダイク | （2 1/4） | 1:43.56 | （Honor A. P.）     |
| 2020年06月06日 | サンタアニタ       | サンタアニタダービー | G1 | D9f    | 7頭  | 2着  | D.ヴァンダイク | 2 3/4     | 1:48.97 | Honor A. P.         |
| 2020年07月18日 | モンマス           | ハスケル招待S        | G1 | D9f    | 7頭  | 1着  | M.スミス       | （ハナ）  | 1:50.45 | （Ny Traffic）      |
| 2020年09月05日 | チャーチルダウンズ | ケンタッキーダービー | G1 | D10f   | 15頭 | 1着  | J.ヴェラスケス | （1 1/4） | 2:00.61 | （Tiz the Law）     |
| 2020年10月03日 | ピムリコ           | プリークネスS        | G1 | D9.5f  | 11頭 | 2着  | J.ヴェラスケス | クビ      | 1:53.28 | Swiss Skydiver      |
| 2020年11月07日 | キーンランド       | BCクラシック         | G1 | D10f   | 10頭 | 1着  | J.ヴェラスケス | 2 1/4     | 1:59.19 | (Improbable)        |

## 引退後
ブリーダーズカップクラシック勝利後、現役を引退し筆頭オーナーで父イントゥミスチーフも繋養されているスペンドスリフトファームにて種牡馬入りすることが発表された。初年度となる2021年の種付け料は75,000ドル。2022年は70,000ドル、2023年は65,000ドルに設定された。

## 血統表
| オーセンティックの血統     | オーセンティックの血統           | オーセンティックの血統 | （血統表の出典）   | （血統表の出典） |
| 父系                       | ストームキャット系               | ストームキャット系     | ストームキャット系 | [ § 2 ]          |
| 父 Into Mischief 2005 鹿毛 | 父の父Harlan's Holiday 1999 鹿毛 | Harlan                 | Storm Cat          | Storm Cat        |
| 父 Into Mischief 2005 鹿毛 | 父の父Harlan's Holiday 1999 鹿毛 | Harlan                 | Country Romance    |                  |
| 父 Into Mischief 2005 鹿毛 | 父の父Harlan's Holiday 1999 鹿毛 | Christmas in Aiken     | Affirmed           | Affirmed         |
| 父 Into Mischief 2005 鹿毛 | 父の父Harlan's Holiday 1999 鹿毛 | Christmas in Aiken     | Dowager            |                  |
| 父 Into Mischief 2005 鹿毛 | 父の母Leslie's Lady 1996 鹿毛    | Tricky Creek           | Clever Trick       | Clever Trick     |
| 父 Into Mischief 2005 鹿毛 | 父の母Leslie's Lady 1996 鹿毛    | Tricky Creek           | Battle Creek Girl  |                  |
| 父 Into Mischief 2005 鹿毛 | 父の母Leslie's Lady 1996 鹿毛    | Crystal Lady           | Stop the Music     | Stop the Music   |
| 父 Into Mischief 2005 鹿毛 | 父の母Leslie's Lady 1996 鹿毛    | Crystal Lady           | One Last Bird      |                  |
| 母 Flawless 2007 黒鹿毛    | 母の父Mr. Greeley 1992 栗毛      | Gone West              | Mr. Prospector     | Mr. Prospector   |
| 母 Flawless 2007 黒鹿毛    | 母の父Mr. Greeley 1992 栗毛      | Gone West              | Secrettame         |                  |
| 母 Flawless 2007 黒鹿毛    | 母の父Mr. Greeley 1992 栗毛      | Long Legend            | Reviewer           | Reviewer         |
| 母 Flawless 2007 黒鹿毛    | 母の父Mr. Greeley 1992 栗毛      | Long Legend            | Lianga             |                  |
| 母 Flawless 2007 黒鹿毛    | 母の母Oyster Baby 2002 黒鹿毛    | Wild Again             | Icecapade          | Icecapade        |
| 母 Flawless 2007 黒鹿毛    | 母の母Oyster Baby 2002 黒鹿毛    | Wild Again             | Bushel-N-Peck      |                  |
| 母 Flawless 2007 黒鹿毛    | 母の母Oyster Baby 2002 黒鹿毛    | Really Fancy           | In Reality         | In Reality       |
| 母 Flawless 2007 黒鹿毛    | 母の母Oyster Baby 2002 黒鹿毛    | Really Fancy           | Native Fancy       |                  |
| 母系(F-No.)                | (FN:3-n)                         | (FN:3-n)               | (FN:3-n)           | [ § 3 ]          |
| 5代内の近親交配            | Icecapade 4×5                    | Icecapade 4×5          | Icecapade 4×5      | [ § 4 ]          |
| 出典                       | 1. 2. 3. 4.                      | 1. 2. 3. 4.            | 1. 2. 3. 4.        | 1. 2. 3. 4.      |